# Bâtiment de l'hôtel Zeleni venac à Šabac
Le bâtiment de l'hôtel Zeleni venac à Šabac (en serbe cyrillique : Зграда хотела Зелени венац у Шапцу ; en serbe latin : Zgrada hotela Zeleni venac u Šapcu) se trouve à Šabac, dans le district de Mačva, en Serbie. Il est inscrit sur la liste des monuments culturels protégés de la république de Serbie (identifiant no SK 2179),,.

## Présentation

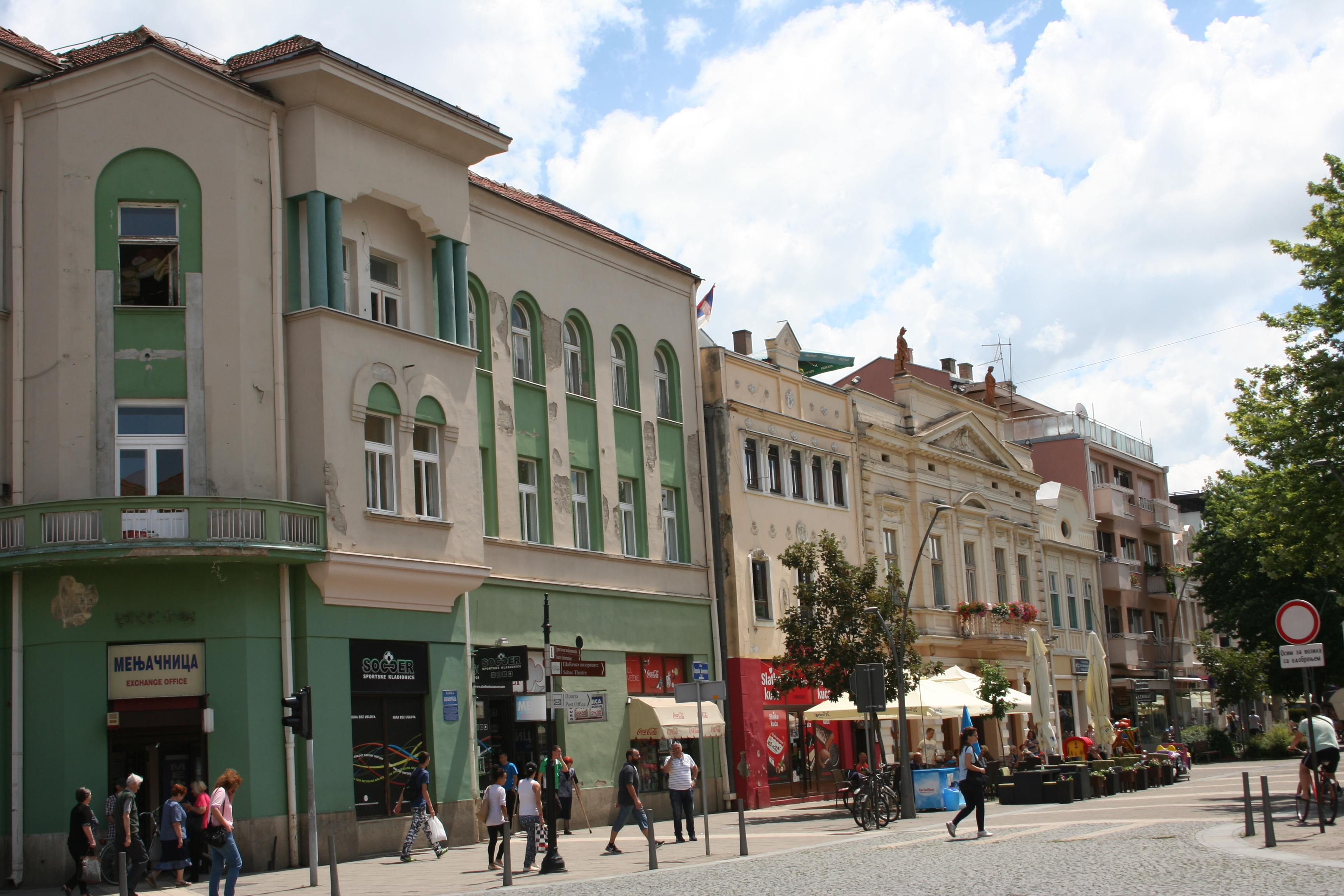
Autre vue du bâtiment.

Le bâtiment de l'hôtel Zeleni venac (la « couronne verte »), situé 2 rue Cara Dušana, a été construit entre 1931 et 1935 selon un projet de l'architecte Milan Minić (1889-1961) exposé au Salon de l'architecture en 1929 ; il se trouve dans un espace urbain plus resserré que d'autres, appelé Krst (« la croix ») où sont édifiés également le bâtiment de la Banque nationale construit par l'architecte Bogdan Nestorović et la maison Krsmanović construite par l'architecte Jovan Ilkić. Il a été financé grâce au « Fonds pour les élèves pauvres de Šabac », une société charitable créée pour collecter de l'argent pour les étudiants pauvres de la ville et était destiné à abriter ce Fonds. Par son style, il relève du courant éclectique, avec des éléments influencés par l'architecture traditionnelle, par l'académisme de sa structure, et par des éléments inspirés par un modernisme tempéré ; en cela il est caractéristique du style national serbe modernisé de l'entre-deux-guerres,,.
L'édifice prend la forme de la lettre cyrillique « П » ; il est constitué d'un sous-sol, d'un rez-de-chaussée, de deux étages et d'un grenier,. Il est orné d'oriels d'angles avec un toit à quatre pans soutenu par quatre colonnes regroupées deux à deux, inspirées des maisons moraviennes. Horizontalement, les façades sont rythmées par des fenêtres et par des arcades avec des niches et, verticalement, par des pilastres peu profonds aux premiers et seconds étages,. Par son absence de décoration et sa monochromie, le rez-de-chaussée accentue le caractère moderniste de l'ensemble,.